# 暴煜
暴煜（？—？），字耀生，號曉村，山西屯留人，清朝政治人物，举人出身。

## 生平
乾隆十五年（1750年），擔任清朝廣州府南海縣知縣。后由張埏接任。乾隆二十二年（1757年）接替覺罗四明任福州府知府一职，乾隆二十三年（1758年）由谢锡佐接任。